# 1878 en Grèce
Chronologie de la Grèce
- 1874
- 1875
- 1876
- 1877
- 1878
- 1879
- 1880
- 1881
- 1882

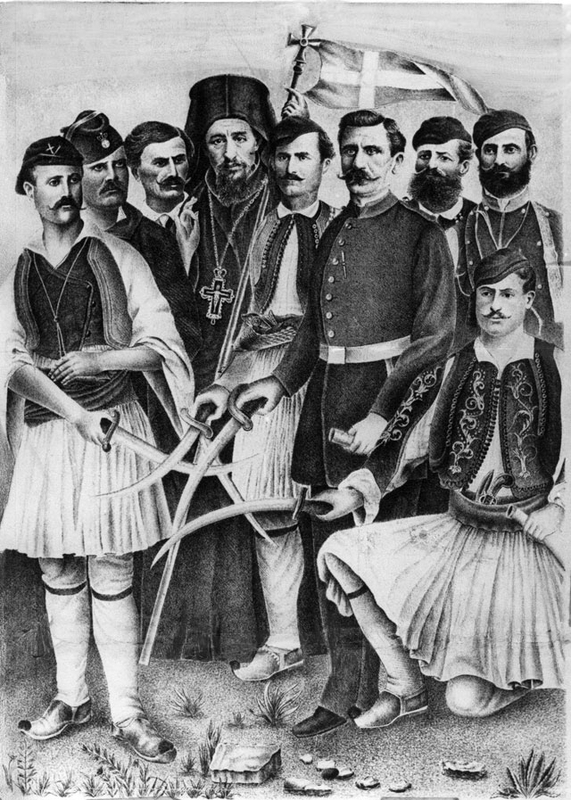
Révolutionnaires grecs lors de la rébellion grecque macédonienne.

Cette page concerne les évènements survenus en 1878 en Grèce  :

## Évènement
- Révolte épirote
- mi-janvier : Début de la révolte crétoise
- 18 février : Début de la rébellion grecque macédonienne (en)
- 4 mai : Bataille de Mouzakí (en)

## Création
- Musée de l'Acropole d'Athènes
- Pinacothèque nationale d'Athènes

## Naissance
- Íon Dragoúmis, personnalité politique et écrivain.
- Nikólaos Georgantás, athlète (lancer de pierre).
- Kostas Karthaios (el), traducteur et poète.
- Yanaki Manaki, photographe.
- Angelikí Panagiotátou, médecin et microbiologiste.
- Timothée Ier, patriarche de Jérusalem.
- Dimítrios Tombróf, athlète.
- Nikólaos Tselementés, chef cuisinier.
- Spyrídon Vikátos (el), peintre.

## Décès
- Ioánnis Altamoúras, peintre.
- Panagís Kálkos (el), architecte.
- Ioannis Kalosgouros (ru), peintre.
- Dimítrios Voúlgaris, Premier-ministre.